# Alfajor
Um alfajor ou alajú (pronúncia espanhola: [alfaˈxoɾ], plural alfajores) é um doce tradicional tipicamente feito de farinha, mel e nozes. É encontrada na Argentina, Paraguai, Filipinas, Sul do Brasil, Sul da França, Espanha, Uruguai, Peru, Equador, Colômbia e Chile. O alfajor arquetípico entrou na Península Ibérica durante o período de al-Andalus. É produzido na forma de um pequeno cilindro e é vendido individualmente ou em caixas contendo diversas peças.

## Etimologia
Segundo o filólogo e dialetologista espanhol Manuel Alvar López, alfajor é uma variante andaluza do castelhano alajú, derivado da palavra árabe الفَاخِر, al-fakhir, que significa luxuoso, e, ao contrário de algumas crenças de que se originou no Novo Mundo, foi introduzido na América Latina como alfajor. A palavra foi introduzida nos dicionários espanhóis no século XIV.
A publicação de dicionários históricos da língua espanhola permite documentar ambas as formas do alajur original, escrito como alajú e alfajor. Alajur e múltiplas variações geográficas são doces feitos com uma pasta de amêndoas, nozes, pão ralado e mel. É possível que alfajor e alajú tenham sido arabismos introduzidos na língua espanhola em diferentes lugares e épocas, e, supondo que ambos vieram da mesma etimologia, do ponto de vista linguístico, alajú é provavelmente um arabismo do espanhol castelhano, e por isso ainda está vivo em Cuenca, Toledo, Guadalajara e na Sierra de la peña de Francia; enquanto a variação alfajor é andaluza e murciana. Nas Américas, a palavra alfajor não era conhecida até o século XIX.

## Galeria

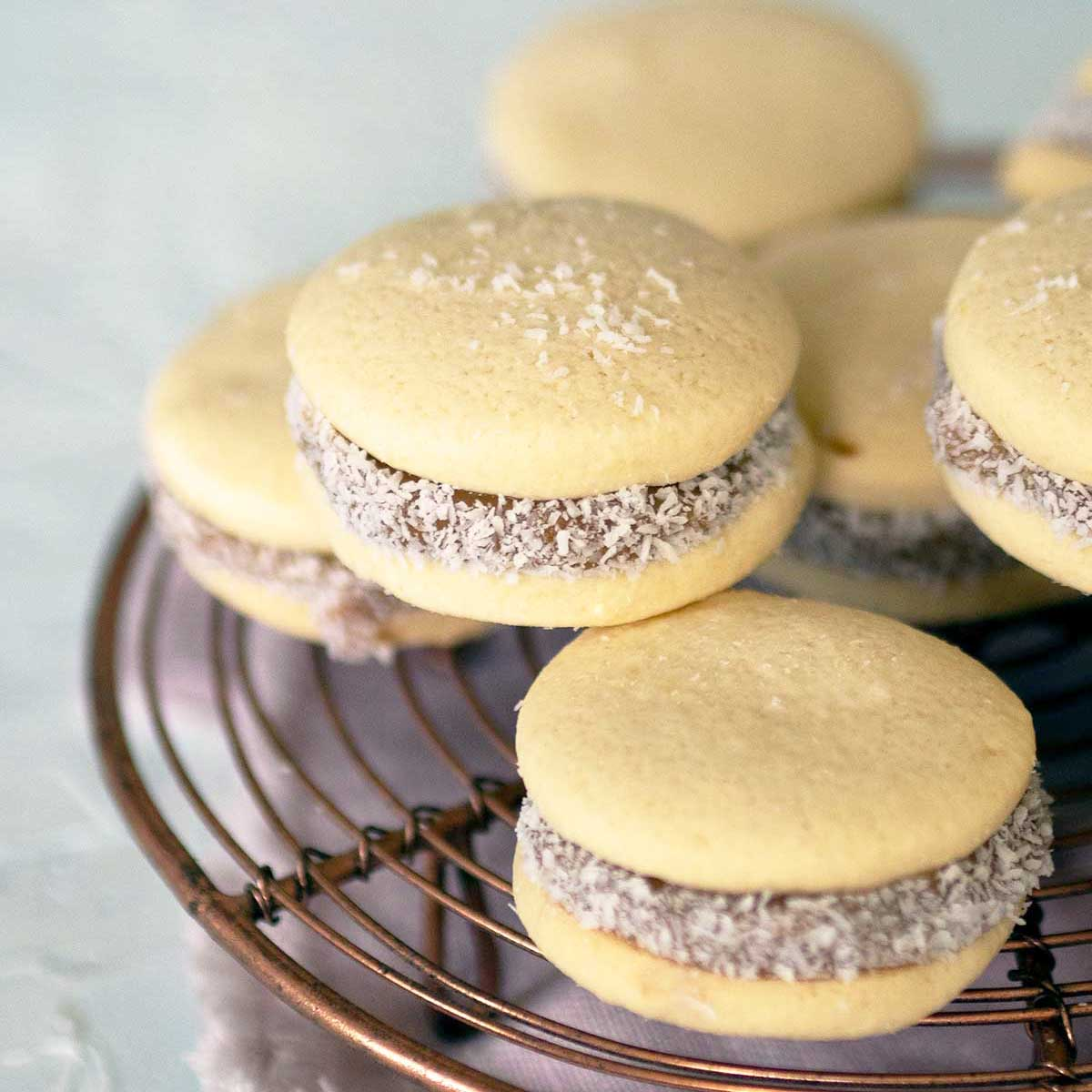
Alfajores caseiros feitos com amido de milho e doce de leite
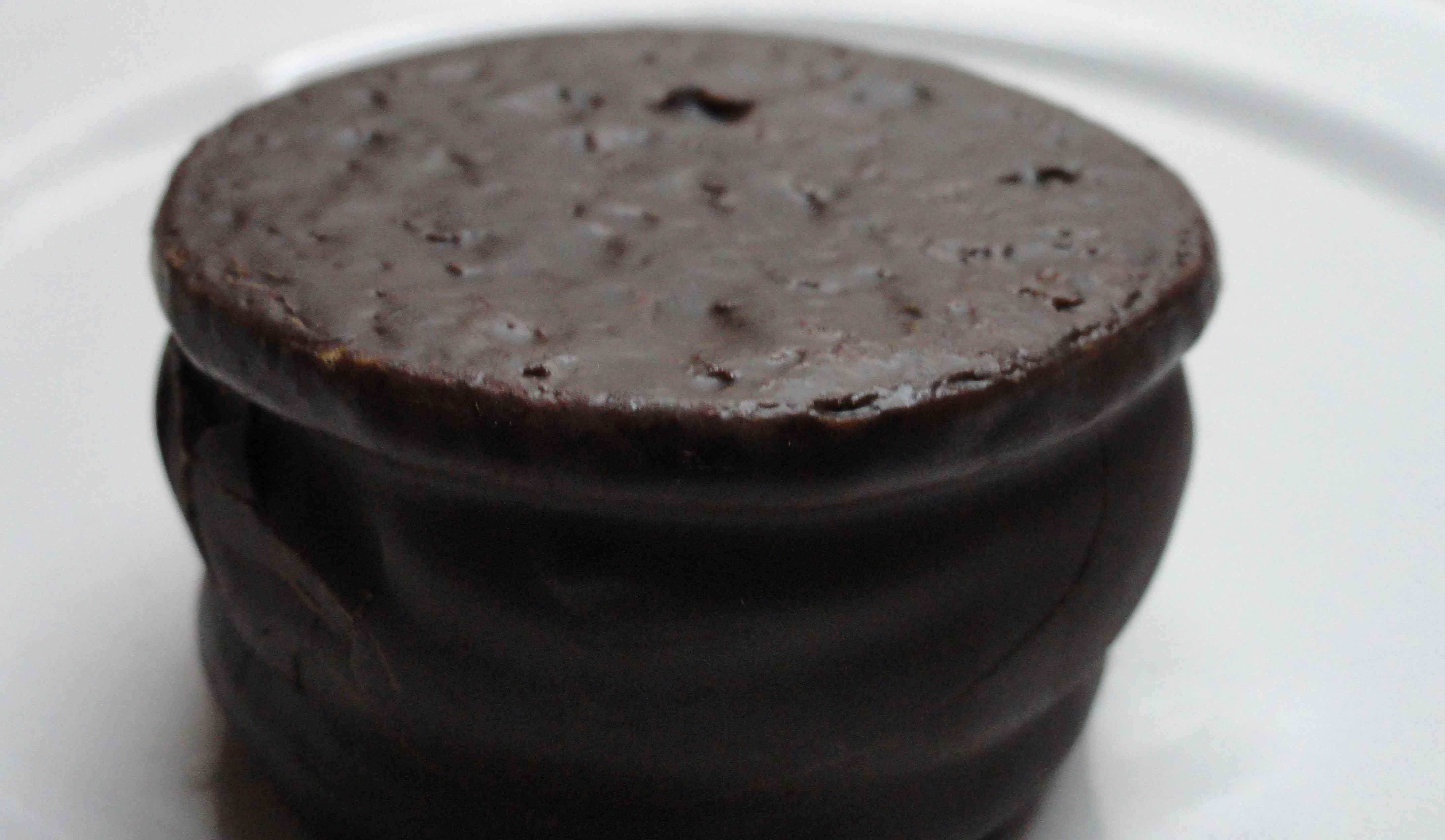
Alfajor de chocolate amargo
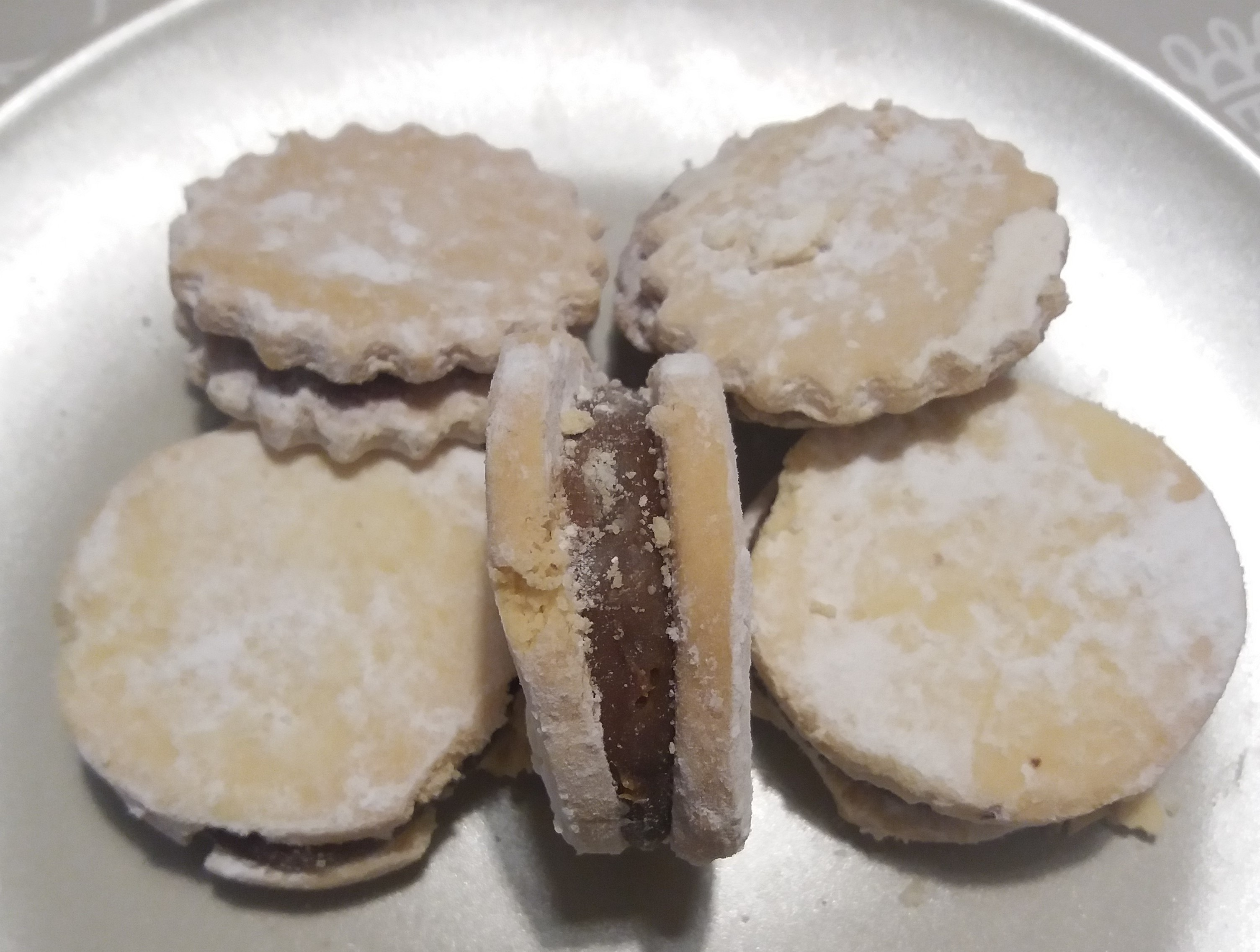
Alfajor peruano
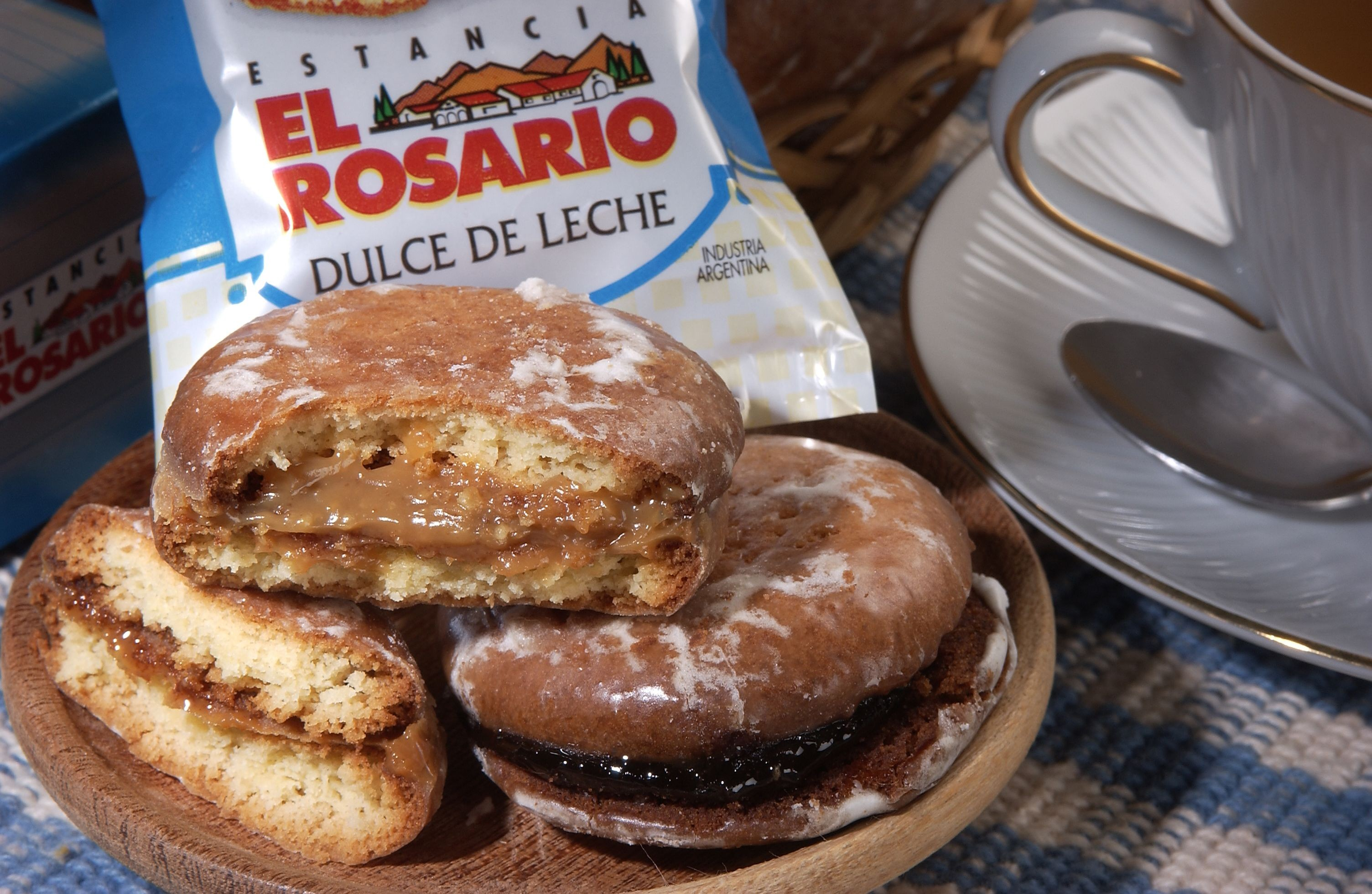
Um alfajor típico de Córdova, Argentina